# Thessaloniki Challenger 1988
Il Thessaloniki Challenger 1988 è stato un torneo di tennis facente parte della categoria ATP Challenger Series nell'ambito dell'ATP Challenger Series 1988. Il torneo si è giocato a Salonicco in Grecia dal 5 all'11 settembre 1988 su campi in cemento.

## Vincitori

### Singolare
Olli Rahnasto ha battuto in finale  Thomas Högstedt con il punteggio di 6–4, 6–3

### Doppio
Morten Christensen /  Steve Guy hanno battuto in finale  András Lányi /  Stefano Mezzadri con il punteggio di 6–3, 6–4